# کووارسکا
کووارسکا (به چکی: Kovářská) یک منطقهٔ مسکونی در جمهوری چک است که در ناحیه خوموتوو واقع شده‌است. کووارسکا ۲۰٫۸۷ کیلومتر مربع مساحت و ۱٬۲۹۰ نفر جمعیت دارد و ۸۱۵ متر بالاتر از سطح دریا واقع شده‌است.